# آذری‌های ترکمنستان
آذری‌های ترکمنستان (ترکی آذربایجانی: Türkmənistan azərbaycanlıları)، گروهی از مردم آذری ساکن در ترکمنستان که به عنوان آذری‌های خارج از وطن شناخته می‌شوند. پیشینه مهاجرت و سکونت اقوام آذری در ترکمنستان به دوران امپراطوری روسیه و شوروی سابق بازمی‌گردد که هر دو کشور کنونی ترکمنستان و جمهوری آذربایجان در یک قلمروی مشترک بودند؛ همین امر سبب مهاجرت آذری‌ها به این کشور شده‌است. بر اساس آخرین سرشماری قومی دولت ترکمنستان در سال ۱۹۸۹ میلادی، شمار اقوام آذری ۳۳٬۳۶۵ نفر معادل با ۰٫۹٪ از جمعیت این کشور گزارش شده بود. از چهره‌های شناخته شده اقوام آذری ترکمنستان می‌توان از حاجی بالا ابوطالبوف شهردار باکو زاده ترکمن باشی و طاهره طاهروا وزیر امور خارجه جمهوری سوسیالیستی آذربایجان شوروی زاده بایرامعلی نام برد.

## جمعیت شناسی
| ۴٬۲۲۹ | ۰٫۴ | ۷٬۴۴۲ | ۰٫۶ | ۱۲٬۸۶۸ | ۰٫۸ | ۱۶٬۷۷۵ | ۰٫۸ | ۲۳٬۵۴۸ | ۰٫۹ | ۳۳٬۳۶۵ | ۰٫۹ |
| ۱ Source: . ۲ Source: بایگانی‌شده در ۲۱ دسامبر ۲۰۱۲ توسط Archive.today. ۳ Source: . ۴ Source: . ۵ Source: . ۶ Source: . |     |       |     |        |     |        |     |        |     |        |     |